# Så böjde den dödsdömde nacken
Så böjde den dödsdömde nacken är en psalm vars text är skriven av Lisbeth Smedegaard Andersen och översatt till svenska av Ylva Eggehorn. Musiken är skriven av Preben Andreassen. 

## Publicerad som
- Nr 864 i Psalmer i 2000-talet under rubriken "Jesus Kristus - människors räddning".